# Simalurius
Simalurius is een geslacht van hooiwagens uit de familie Assamiidae.
De wetenschappelijke naam Simalurius is voor het eerst geldig gepubliceerd door Roewer in 1923. 

## Soorten
Simalurius omvat de volgende 2 soorten:
- Simalurius jacobsoni
- Simalurius palawanensis